# ドナルド・マクドナルド・ハウス

ドナルド・マクドナルド・ハウス（Donald McDonald House）とは、日本では公益財団法人ドナルド・マクドナルド・ハウス・チャリティーズ・ジャパンにより設置・運営されている、病児とその家族のための宿泊施設（ホスピタル・ホスピタリティ・ハウス）。日本とそれ以外では正式名称に一部違いがあるので、分けて説明する。

## 日本国外のロナルド・マクドナルド・ハウス

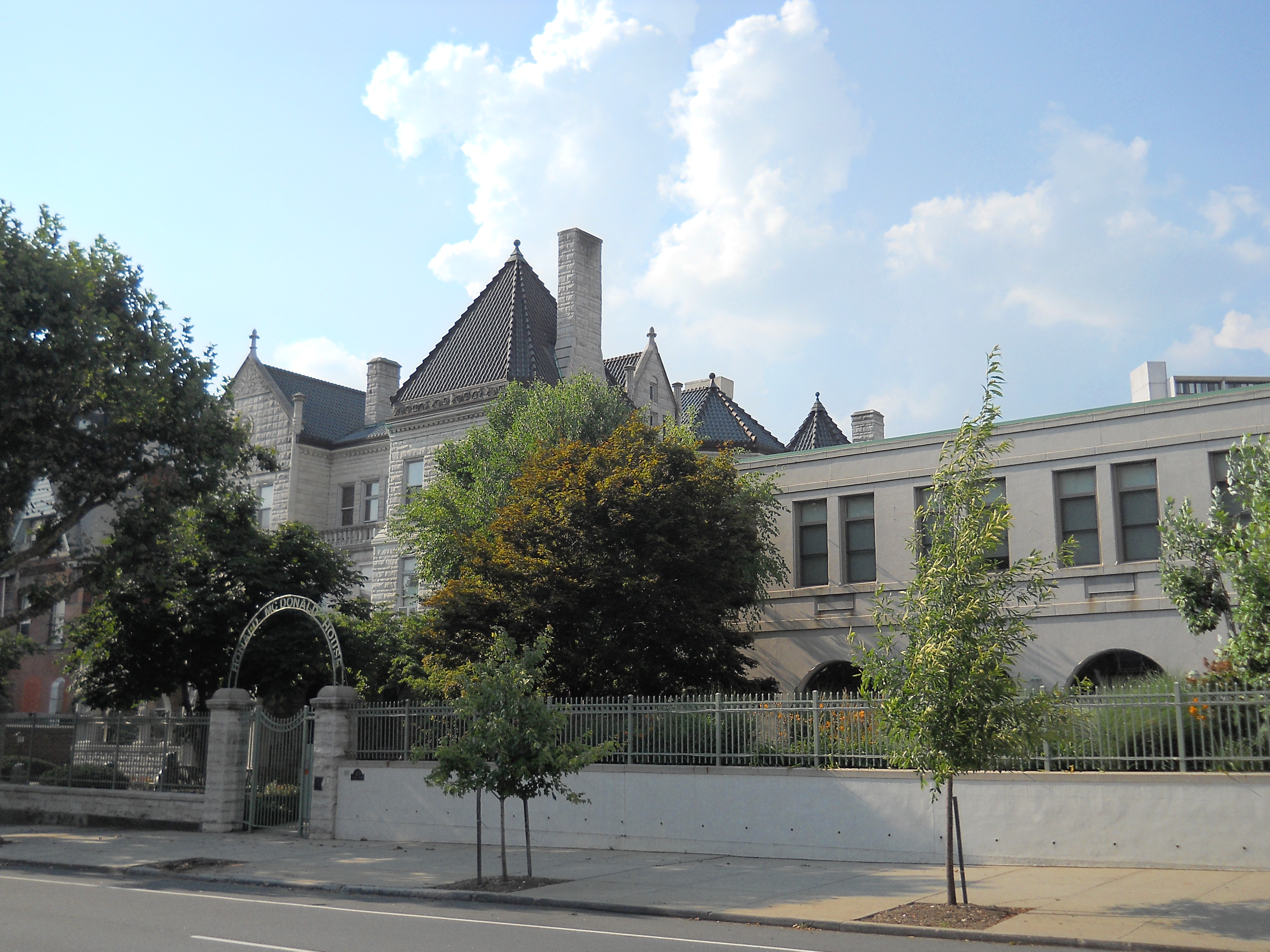
フィラデルフィアのロナルド・マクドナルド・ハウス

ロナルド・マクドナルド・ハウス（Ronald McDonald House）とは、難病の子供とその家族を支援すべくアメリカのフィラデルフィア小児病院で誕生した宿泊施設で、ホスピタル・ホスピタリティ・ハウスの中でも最初期に発足した組織である。
アメリカンフットボール選手であったフレッド・ヒルが、娘の白血病治療の付き添いで病院内での生活を経験した際、患者の家族が休息や睡眠を取るためのスペースが病院やその近隣に無く、また多くの家族が同様に困っていることを知った。このためフレッドは患者の家族が利用しやすい宿泊施設を病院の近くに作ることを思い立った。発端となった施設は、フィラデルフィア新聞社主が家を提供し、ファーストフードチェーンのマクドナルドの店長らが支援したことからキャラクターのロナルド・マクドナルドの名前が付けられた。
2021年9月現在、45の国と地域に377か所のハウスが設けられており、各地のマクドナルド法人が運営を支援している。

### 沿革
- 1974年 - 第1号のハウスがフィラデルフィアに開設される。
- 1985年 - 米国国外初のハウスがアムステルダムに開設される。
- 1986年 - 第100号のハウスがロングアイランドに開設される。
- 1991年 - 第150号のハウスがパリに開設される。
- 1996年 - アジア初のハウスが香港に開設される。
- 1999年 - 第200号のハウスがブダペストに開設される。
- 2001年 - 日本初のハウスが東京に開設される（現：せたがやハウス）。
- 2005年 - 第250号のハウスがカラカスに開設される。
- 2010年 - 第300号のハウスがセントルイスに開設される。

## 日本のドナルド・マクドナルド・ハウス

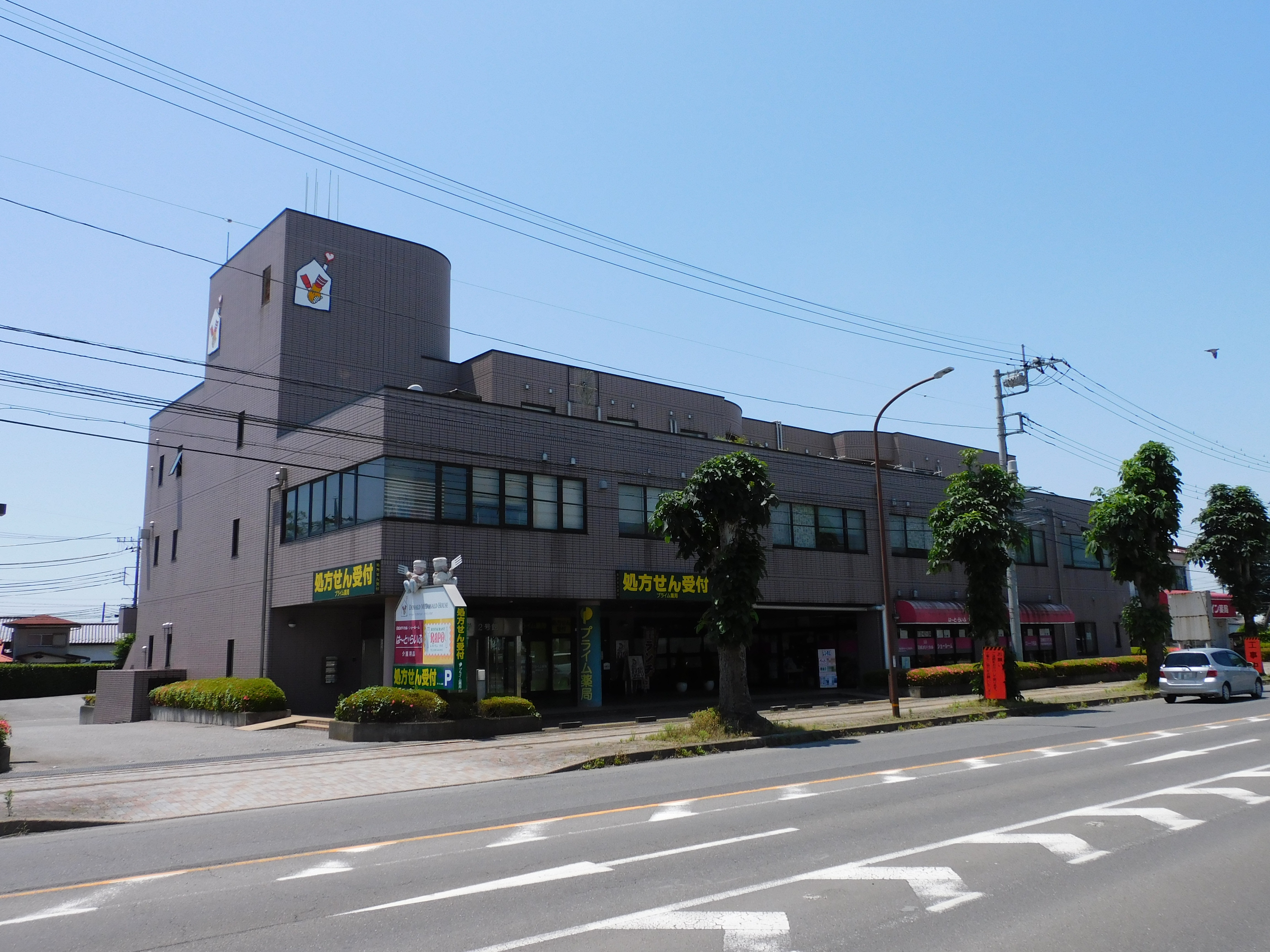
ドナルド・マクドナルド・ハウスとちぎ

日本では、ハンバーガー店のキャラクターの名称の違いから、「ドナルド・マクドナルド・ハウス」が正式名称となっている（違いについてはキャラクター記事「ロナルド・マクドナルド」を参照）。
ハウスの理念は、Home away from home （家庭から離れたところにある家庭）という言葉で代表され、家庭から離れていても家庭的な雰囲気のある場所を病院の近くに提供しようとしている。すなわち、ハウスでは食事も自炊可能で、掃除や洗濯も宿泊者が行えるようになっており、それをボランティアが支援するという運営方法をとっている。これにより人件費の圧縮がなされ、また、一般の人や企業などの寄付をハウスの建設や運営費にあてているため、宿泊者からは1000円/泊とリネンなどの実費（数百円/泊）で宿泊できるようになっており、長期入院が必要な病児の家族を経済的な面からも支援している。なお、ボランティアは、宿泊者の生活面での支援以外にも、精神的な支援も行っている。
前述の国外と同様、日本でも日本マクドナルドが主体的に支援を行っており、社内募金等の実施や店舗に募金箱を設置するといった活動のほか、ハッピーセットの売り上げ1点につき1円を支援金に充てている。また日本プロ野球選手会を肇め、趣旨に賛同する個人・団体からの支援も受けている。

### 経緯
入院患者の世話は、従来、家族や家族によって雇われた付き添い人（職業介護人）によって行われていたが、1950年（昭和25年）に「完全看護制度」（1958年（昭和33年）に「基準看護制度」に改称）が施行され、看護は看護職員（現在では看護師）が行う、という職業分離が導入された。しかし、看護職員数の不足から院内での家族や職業介護人による看護が続いていた。1994年（平成6年）に「新看護体系」が創設されると、1997年（平成9年）には全病院で家族・職業介護人の看護が廃止された。しかし、看護師不足によって病児看護の家族負担はなくならず、結果、院内で簡易ベッドや病児のベッドで添い寝して無料で宿泊しながら看護していた家族・職業介護人が、看病のために病院周辺の有料施設に宿泊しなくてはならなくなり、病児の医療費の他に、宿泊のための多大な出費を強いられることになった。
この家族・職業介護人の宿泊市場には、1990年前後からホスピタル・ホスピタリティ・ハウスが各地で参入する一方、一般のホテルも進出した。例えば、聖路加国際病院が隣接地に聖路加ガーデンを建設し、東京新阪急ホテル築地（現ホテル名は銀座クレストン）が入居して1994年（平成6年）9月1日に開業している。
このような中、国立成育医療センター（2002年3月1日設置）が東京の国立大蔵病院の敷地内に建設されるのを契機に、当時の国立大蔵病院長がハウスを同センター近くに設置したいと考え、1996年（平成8年）12月に日本マクドナルド社の当時の社長であった藤田田に要請した。同社は、1999年（平成11年）4月の認可を得て財団法人ドナルド・マクドナルド・ハウス・チャリティーズ・ジャパン・デン・フジタ財団を設立し、同財団が運営する形で第1号のハウスが東京都世田谷区に建設された。なお、2006年（平成18年）1月に同財団は現称に改められた。

### 一覧
指定された病院に入院または通院の20歳未満の患者と付き添い家族が利用可能。
| 名称               | 所在都市 | 所在都市         | 位置                                   | 設置日                              | 部屋 | 指定病院                                                                                  |
| ------------------ | -------- | ---------------- | -------------------------------------- | ----------------------------------- | ---- | ----------------------------------------------------------------------------------------- |
| さっぽろハウス     | 北海道   | 札幌市手稲区     | 北緯43度7分39.1秒 東経141度12分37.2秒  | 2008年12月18日                      | 10   | 北海道立子ども総合医療・療育センター他                                                    |
| せんだいハウス     | 宮城県   | 仙台市青葉区     | 北緯38度16分25.9秒 東経140度47分11.1秒 | 2003年09月18日                      | 16   | 宮城県立こども病院他                                                                      |
| とちぎハウス       | 栃木県   | 下野市           | 北緯36度23分49.1秒 東経139度51分38.4秒 | 2006年09月21日                      | 10   | 自治医科大学とちぎ子ども医療センター他                                                    |
| さいたまハウス     | 埼玉県   | さいたま市中央区 | 北緯35度53分28.3秒 東経139度37分56.4秒 | 2016年12月27日                      | 7    | 埼玉県立小児医療センター                                                                  |
| 東大ハウス         | 東京都   | 文京区           | 北緯35度42分46.5秒 東経139度46分0.7秒  | 2012年01月25日                      | 12   | 東京大学医学部附属病院                                                                    |
| せたがやハウス     | 東京都   | 世田谷区         | 北緯35度38分3.4秒 東経139度36分48.6秒  | 2001年12月01日                      | 21   | 国立成育医療研究センター他                                                                |
| ふちゅうハウス     | 東京都   | 府中市           | 北緯35度41分33.4秒 東経139度27分54.2秒 | 2010年03月02日                      | 12   | 東京都立小児総合医療センター、 東京都立神経病院他                                         |
| なごやハウス       | 愛知県   | 名古屋市昭和区   | 北緯35度9分34.1秒 東経136度55分19.5秒  | 2013年11月27日                      | 12   | 名古屋大学医学部附属病院、 名古屋市立大学病院、 愛知医科大学病院、 藤田保健衛生大学病院他 |
| きょうとハウス     | 京都府   | 京都市上京区     | 北緯35度1分43.7秒 東経135度46分14.5秒  | 2026年度中開設予定                  | TBA  | 京都大学医学部附属病院、 京都府立医科大学附属病院                                         |
| おおさか健都ハウス | 大阪府   | 摂津市           | 北緯34度46分49秒 東経135度32分35.16秒  | 2005年10月02日                      | 20   | 国立循環器病研究センター、 大阪大学医学部附属病院他                                       |
| 神戸ハウス         | 兵庫県   | 神戸市中央区     | 北緯34度39分42.9秒 東経135度13分5.2秒  | 2016年05月01日                      | 16   | 兵庫県立こども病院、 神戸大学医学部附属病院他                                             |
| こうちハウス       | 高知県   | 高知市           | 北緯33度31分48.8秒 東経133度35分14.8秒 | 2005年02月13日（2019年3月31日廃止） | 16   | 高知医療センター他                                                                        |
| ふくおかハウス     | 福岡県   | 福岡市東区       | 北緯33度39分40.9秒 東経130度25分2.9秒  | 2015年05月01日                      | 16   | 福岡市立こども病院、 九州大学病院他                                                       |